# Tetradactylus seps
Tetradactylus seps là một loài thằn lằn trong họ Gerrhosauridae. Loài này được Linnaeus mô tả khoa học đầu tiên năm 1758.

## Hình ảnh

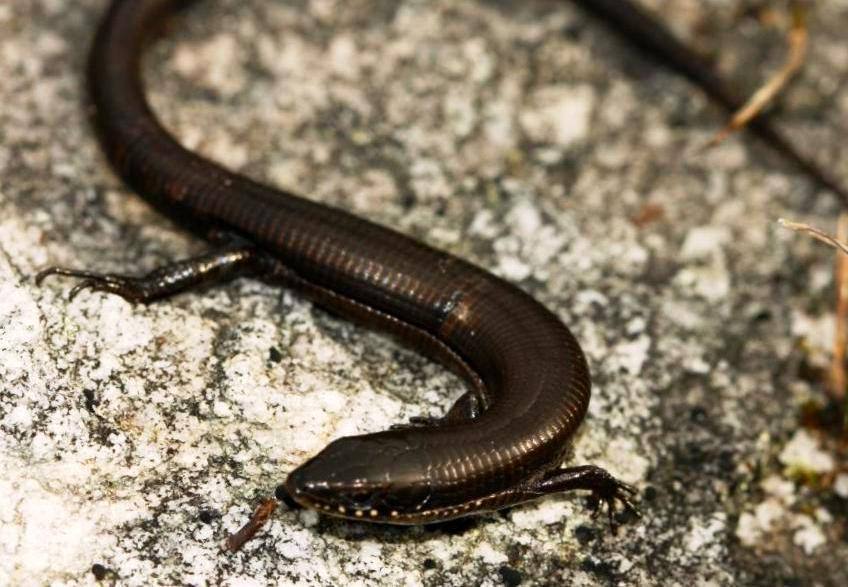